# Virtual warehouse
Der Begriff Virtual warehouse (engl. für virtuelles Warenlager) leitet sich von einem elektronischen Austauschsystem ab, welches einer Organisation erlaubt ihr Lager über den physischen Bestand hinaus auf den anderer elektronischer Händler zu erweitern. 

## Das Konzept desvirtual warehousing
In einem typischen Versandhaus- und Kataloghandelbetrieb besitzt die Firma alle Produkte und lagert diese in einem lokalen Warenlager. Mit dem virtuellen Konzept kann die Firma eine viel größere Produktspannweite anbieten, ohne die Kosten des Erwerbs und  der Verwaltung tragen zu müssen. 
Ein Teil der Herausforderungen des Lagerhausbetriebs ist das Management des Bestands gemessen an der Tatsache, dass die Firma dem Kunden eine möglichst große Produktauswahl bieten muss und gleichzeitig hervorragende Lieferzeiten vorweisen können sollte. Das bedeutet, dass man ein sehr effizientes Lagerhausmanagementsystem oder JIT System und Prozesse benötigt. Die Einführung eines virtuellen Lagerhaus-Moduls in einem Betrieb kann diesen Prozess stark reduzieren und die Rendite steigern.
In der heutigen Internet-Welt verlangt ein Kunde einen guten Preis und eine sofortige Lieferbarkeit, bei welchem Produkt auch immer, aus der Produktpalette des Anbieters. Dies ist eine große Herausforderung, die ohne die Hilfe eines virtual warehouse kaum bewältigt werden kann.

## Geschichte
Virtual warehouse tauchte in den späten 1990er Jahren auf und hat seitdem laufend an Popularität gewonnen. Zu Anfang bedeutete virtual warehousing nur einfache Erleichterung der Kommunikation zwischen dem Verkäufer und dem Hersteller. Das System wurde jedoch ausgefeilt bis zum heutigen Stadium, in dem es sehr komplexe Abläufe voraussetzt.

## Vorteile
Das Virtual warehouse gibt dem Händler die Möglichkeit, über eine große Zahl von Lieferanten zu verfügen, so dass er sichergehen kann, dass die Ware jederzeit direkt an den Kunden lieferbar ist. Gleichzeitig kann der Preis konkurrenzfähig bleiben. 
Der Verwaltungsprozess kann komplett automatisiert werden. Die Transaktionskosten für die Weiterleitung der Bestellung sind sehr gering, die Bearbeitung wird direkt von den externen Lieferanten übernommen. Die Lieferung erfolgt direkt vom Hersteller zum Kunden, wobei jedoch der Name des ursprünglichen Händlers auf der Rechnung und den Lieferdokumenten auftaucht.
Eine größere Produktpalette, die die Kapazitäten eines normalen Händlers überschreitet, kann den Kunden angeboten werden. Zudem können spezielle Kundenwünsche besser erfüllt werden, wenn mehr Partnerschaften mit Lieferanten abgeschlossen werden.

## Der Ablauf
Der Händler lädt auf die lokale Internetseite oder in das ERP/SCM-System die Produktangebote des Händlers. Wenn ein Kunde ein Produkt bestellt, welches für diese Bearbeitung gekennzeichnet wird, beginnt ein elektronischer Austausch von Daten zwischen dem System des Händlers und der Lieferanten. 
Der elektronische Austausch wird typischerweise zu einem virtuellen Bearbeitungszentrum gesendet, welches dann in das Messaging-Format des Lieferanten umgewandelt wird (XML, cXML, EDI, CSV etc.). Danach wird die Bestellung von dem Lieferanten bearbeitet, wenn es ihm möglich ist, die Ware in der im Vertrag festgelegten Zeit auszuliefern. Es ist möglich, dass es in dem virtuellen Hub Regeln gibt, um die Prozesse zu optimieren, diese Regeln können aber auch direkt vom Händler festgelegt werden. 
Sobald die Bestellung beim Lieferanten eingegangen ist, sendet dieser Update-Nachrichten (Bestellbestätigung / Ausgangsbenachrichtigung / Rechnung) zurück, damit das virtuelle Bearbeitungszentrum diese zum Händler weiterleiten kann. 
Ein Virtual-Warehouse-Zentrum enthält für gewöhnlich auch Add-On-Module so wie Produktcontent-Managementsysteme, um dem Kunden gute Produktinformationen und -attribute bieten zu können. Die Informationen, über die der Lieferant verfügt, werden dem Händler über das virtuelle Zentrum zugänglich gemacht.